# Вороб'ївська сільська рада
Вороб'ї́вська сільська́ ра́да — адміністративно-територіальна одиниця та орган місцевого самоврядування в Новгород-Сіверському районі Чернігівської області. Адміністративний центр — село Вороб'ївка.

## Загальні відомості
Вороб'ївська сільська рада утворена у 1930 році.
- Територія ради: 66,067 км²
- Населення ради: 705 осіб (станом на 2001 рік)

## Населені пункти
Сільській раді були підпорядковані населені пункти:
- с. Вороб'ївка
- с. Внутрішній Бір
- с. Мовчанів
- с. Осове

## Склад ради
Рада складалася з 12 депутатів та голови.
- Голова ради: Бездітко Михайло Михайлович
- Секретар ради: Олексієнко Олена Миколаївна

### Керівний склад попередніх скликань
| Прізвище, ім'я, по батькові | Основні відомості                                                                       | Дата обрання | Дата звільнення |
| --------------------------- | --------------------------------------------------------------------------------------- | ------------ | --------------- |
| Полюшко Юрій Степанович     | Сільський голова, 1951 року народження, безпартійний                                    | 26.03.2006   | 31.10.2010      |
| Бездітко Михайло Михайлович | Сільський голова, 1973 року народження, освіта середня спеціальна, член Партії регіонів | 31.10.2010   |                 |

Примітка: таблиця складена за даними сайту Верховної Ради України

### Депутати
За результатами місцевих виборів 2010 року депутатами ради стали:

#### За суб'єктами висування
| Суб'єкт висування | Кількість обраних депутатів | %    |
| ----------------- | --------------------------- | ---- |
| Партія регіонів   | 8                           | 66,7 |
| Самовисування     | 4                           | 33,3 |

#### За округами
| № округу        | Прізвище, ім'я, по батькові   | Дата визнання обраним | Освіта             | Партійна приналежність | Відомості про обраного депутата                             |
| --------------- | ----------------------------- | --------------------- | ------------------ | ---------------------- | ----------------------------------------------------------- |
| Партія регіонів |                               |                       |                    |                        |                                                             |
| 1               | Олексієнко Олена Миколаївна   | 04.11.2010            | вища               | член Партії регіонів   | Вороб'ївська сільська рада, секретар                        |
| 2               | Школоберда Микола Михайлович  | 04.11.2010            | середня            | член Партії регіонів   | Чайкінський ЗАТ «ММК Сівепський», водій                     |
| 5               | Коренець Ганна Михайлівна     | 04.11.2010            | середня спеціальна | член Партії регіонів   | тимчасово не працює                                         |
| 7               | Кульок Тетяна Михайлівна      | 04.11.2010            | вища               | член Партії регіонів   | Вороб'ївська загальноосвітня школа І-ІІІ ст., вчитель       |
| 8               | Бездітко Лариса Георгіївна    | 04.11.2010            | вища               | член Партії регіонів   | Вороб'ївська загальноосвітня школа І-ІІІ ст., вчитель       |
| 9               | Науменко Валентина Федорівна  | 04.11.2010            | вища               | член Партії регіонів   | Вороб'ївський фельдшерсько-акушерський пункт, прибиральниця |
| 10              | Коренець Сергій Олексійович   | 04.11.2010            | середня спеціальна | член Партії регіонів   | ДП «Новгород-Сіверський Райагролісгосп», лісник             |
| 11              | Мотуз Олександр Миколайович   | 04.11.2010            | середня            | член Партії регіонів   | Новгород-Сіверський сирзавод, збірник молока                |
| Самовисування   |                               |                       |                    |                        |                                                             |
| 3               | Ворушило Людмила Федорівна    | 04.11.2010            | вища               | позапартійна           | Вороб'ївська сільська рада, бухгалтер                       |
| 4               | Рамусь Світлана Володимирівна | 04.11.2010            | вища               | позапартійна           | Вороб'ївська ЦПЗ № 4, завідувачка пошти                     |
| 6               | Євлан Світлана Анатоліївна    | 10.01.2011            | середня            | позапартійна           | тимчасово не працює                                         |
| 12              | Шевченко Віра Георгіївна      | 04.11.2010            | середня спеціальна | позапартійна           | тимчасово не працює                                         |